# Otariinae

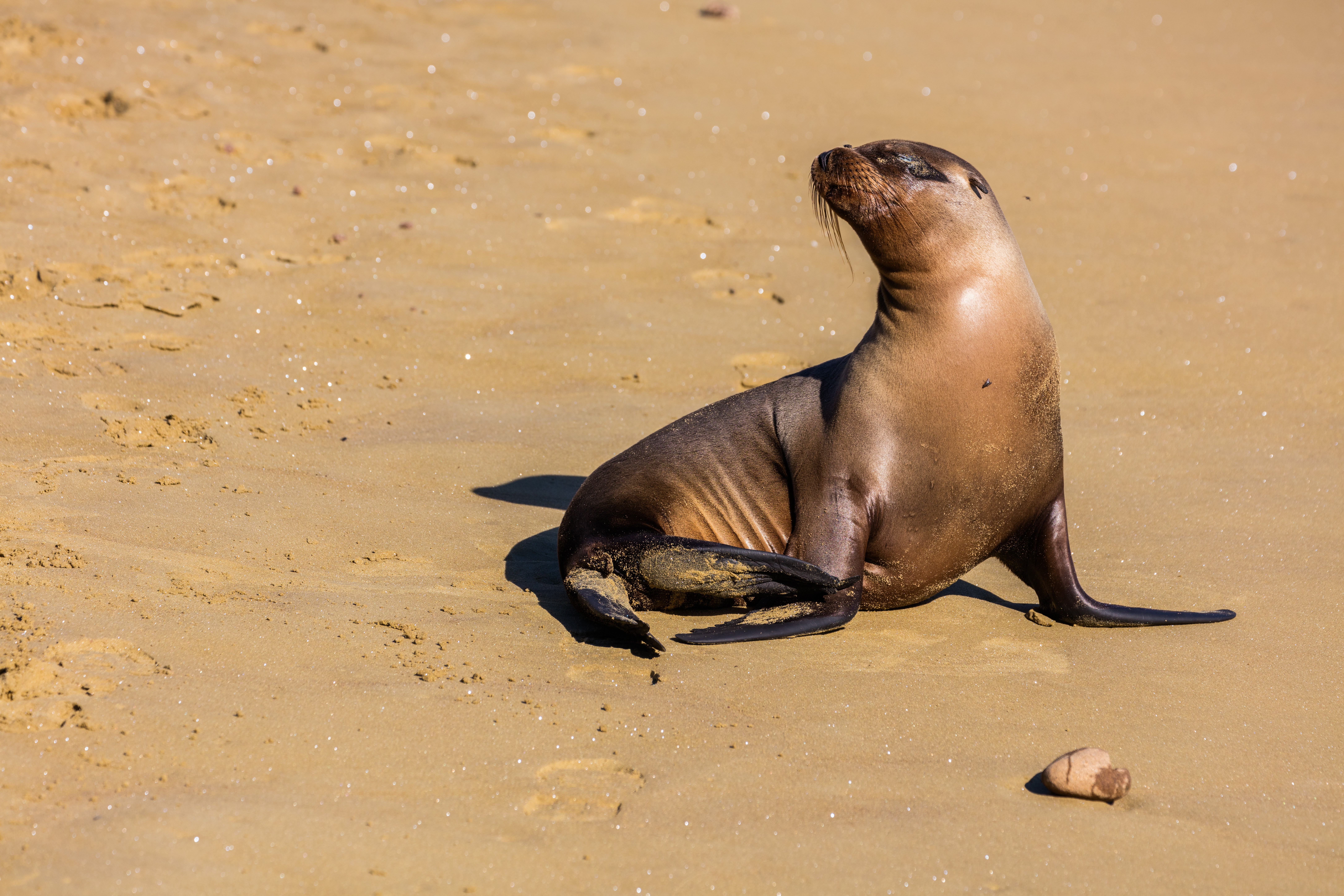
Lobo marino (Zalophus californianus wollebaeki), Punta Pitt, isla de San Cristóbal, islas Galápagos, Ecuador.

Los otarinos u otaríinos (Otariinae) son una subfamilia de mamíferos marinos también conocidos como lobos marinos o leones marinos. Esta subfamilia está dentro de la familia Otariidae en la superfamilia Pinnipedia.

## Géneros y especies
- Género Eumetopias
  - Eumetopias jubatus - León marino de Steller.
- Género Neophoca
  - Neophoca cinerea - León marino australiano.
- Género Otaria
  - Otaria flavescens - Lobo marino sudamericano (otario de la Patagonia)
- Género Phocarctos
  - Phocarctos hookeri - León marino de Nueva Zelanda.
- Género Zalophus
  - Zalophus californianus - León marino de California (otario de California)
  - Zalophus japonicus - León marino japonés (extinto desde la década de los 70)
  - Zalophus wollebaeki - León marino de las Galápagos

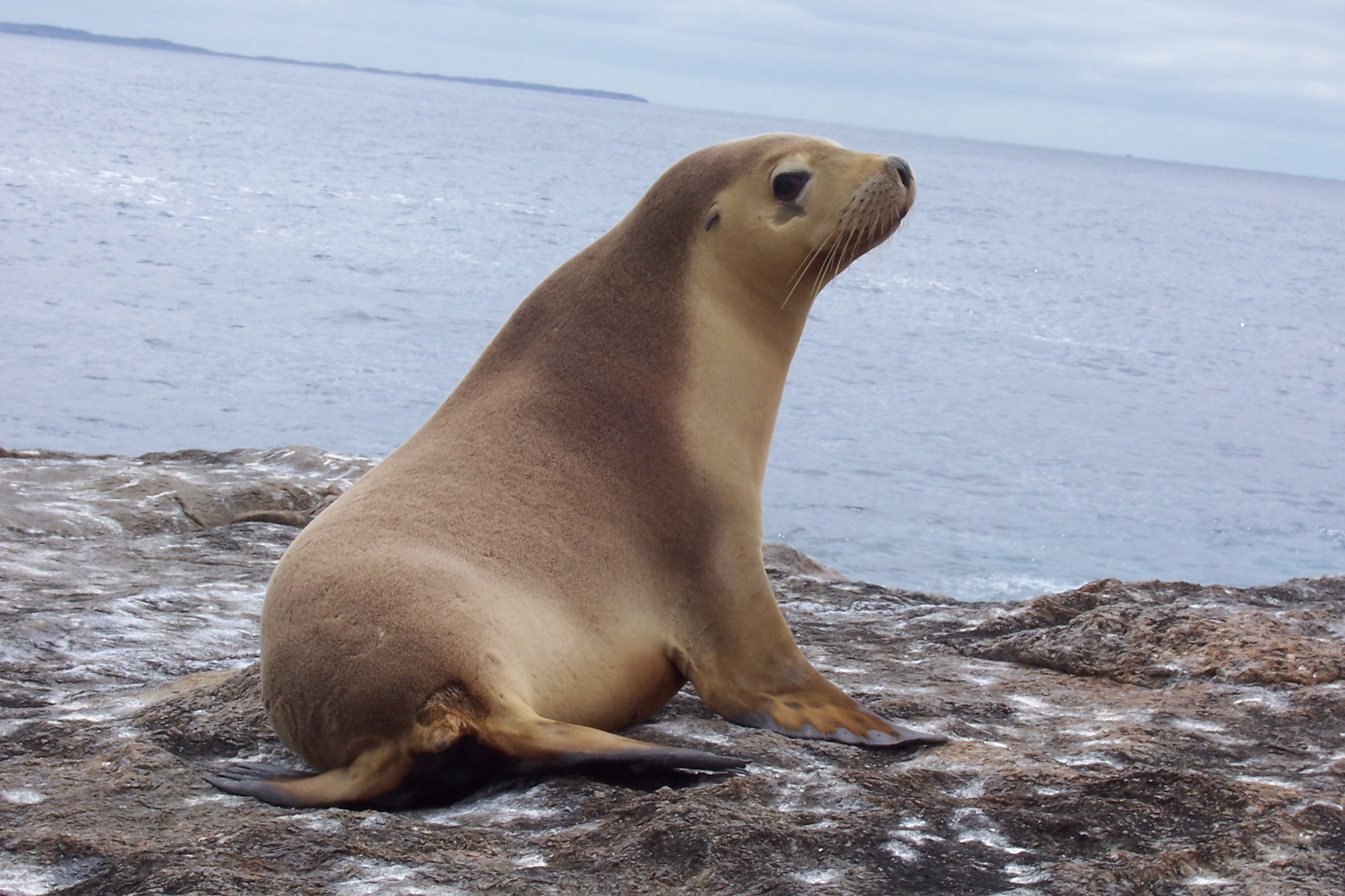
Neophoca cinerea